# Крсманович, Наташа
Наташа Крсманович (серб. Наташа Крсмановић / Nataša Krsmanović, родилась 19 июня 1985 в Ужице) — сербская волейболистка, центральная блокирующая.

## Карьера

### Клубная
Карьеру начинала в команде «Единство» из Ужице, в составе которой в 2001 году завоевала титул чемпионки и обладательницы Кубка. В 2004 году она перебралась в Швейцарию, где играла за команду «Цюрих», выиграв с ней четырежды чемпионат и кубок страны, а также дойдя до финала четырёх Лиги чемпионов 2006/2007. В 2008 году она перешла в «Галатасарай», выйдя с ним в финал четырёх Кубка Вызова 2009/2010. В 2010 году перешла в команду «Рабита», выиграв два титула чемпионки Азербайджана, дойдя до финала Лиги чемпионов 2010/2011 и выиграв Клубный чемпионат мира в 2011 и 2012 годах.
С 2018 года играет за румынский клуб CS Volei Alba-Blaj из Блажа.

### В сборной
В 2005 году Наташа дебютировала в сборной Сербии и Черногории, выиграв с ней бронзовые медали Кубка Валле д’Аоста в том же году. Через год она завоевала бронзовую медаль чемпионата мира 2006 года, а затем в 2007 году и серебряную медаль чемпионата Европы. В 2009 году она завоевала серебряные медали на домашней Универсиаде, в 2010 году выиграла Евролигу. В 2011 году она завоевала титул чемпионки Европы и победительницы Евролиги, в 2012 году стала серебряной призёркой Евролиги.

## Достижения

### Клубные
- Чемпионка Сербии и Черногории: 2001
- Победительница Кубка Сербии и Черногории: 2003
- Чемпионка Швейцарии: 2005, 2006, 2007, 2008, 2009
- Серебряная медалистка финала четырёх ЛЧ: 2011, 2013
- Чемпионка Азербайджана: 2011, 2012
- Чемпионка мира среди клубов: 2011, 2012

### Со сборной
- Чемпионка Европы: 2011
- Победительница Евролиги: 2010, 2011
- Серебряный призёр чемпионата Европы: 2007
- Бронзовый призёр чемпионата мира: 2006
- Бронзовый призёр Гран-При: 2011

### Индивидуальные
- Лучшая блокирующая Евролиги: 2011
- Лучшая блокирующая Финала четырёх Лиги чемпионов: 2013